# Holdhal
A holdhal (Mola mola) a sugarasúszójú halak (Actinopterygii) osztályának gömbhalalakúak (Tetraodontiformes) rendjébe, ezen belül a holdhalfélék (Molidae) családjába tartozó faj.
A holdhal korábban a világ legnehezebb csontos halának számított. A kifejlett példány általában eléri az 1000 kilogrammos testtömeget, de a legutóbb felfedezett új faj, a Mola tecta még a rokonánál is nagyobbra nő, és két tonnás is lehet. Ugyanakkor a hagyományos holdhalból is előkerült már kéttonnás példány. A holdhal megtalálható a Föld összes trópusi és mérsékelt övi tengerében. Megjelenése egy nagy fejhez hasonlít, amelyhez egy farkat illesztettek. Az állat teste lapos. Mikor a hát- és hasúszóit kinyújtja, a holdhal éppen olyan magas, mint amilyen hosszú.
E halfaj fő táplálékai a medúzák, de mivel ezeknek igen kicsi a tápértékük, nagy mennyiségben kell fogyasztania belőlük. Az összes gerinces állat közül a holdhal nősténye rakja a legtöbb petét (halak esetében ezt ikrának hívjuk). A holdhal ivadéka nagyon hasonlít egy miniatűr gömbhalra. Nagy mellúszói és farokúszója van, testét tüskék borítják, alig hasonlít a felnőtt egyedre.
A kifejlett állatnak kevés a természetes ellensége, de a fülesfókafélék, a kardszárnyú delfinek és a nagyobb cápák időnként vadásznak rájuk. A világ egyes részein (például Japánban, a Koreai-félszigeten és Tajvanon) a holdhal ínyencfalatnak számít. Az Európai Unióban tilos a Molidae családhoz tartozó halak és a belőlük készült termékek
forgalomba hozatala. A holdhal sokszor belegabalyodik a halászhajók hálóiba. A vízbe dobott hulladék is veszélyt jelent számára, mivel fogyaszthat belőlük, és ez az állat pusztulásához vezethet. Elsősorban a medúzához nagyon hasonlító, lebegő műanyag zacskók jelentenek nagy veszélyt rájuk.
A holdhal tagja a gömbhalalakúak rendjének, amely magában foglalja többek között a gömbhalféléket, a sünhalféléket és a vérteshalféléket is, és ezekkel sok hasonlóságot mutat. Korábban a Tetraodon nembe helyezték, Tetraodon mola névvel, de később egy új nemet (Mola) alkottak számára, melybe a holdhal és egy másik halfaj, a Mola ramsayi is tartozik; az újonnan felfedezett harmadik fajt, a Mola tecta nevű halat is ide sorolták be. A holdhal a Mola mola tudományos nevével a halnem típusfaja.

## Neve és rendszertani besorolása

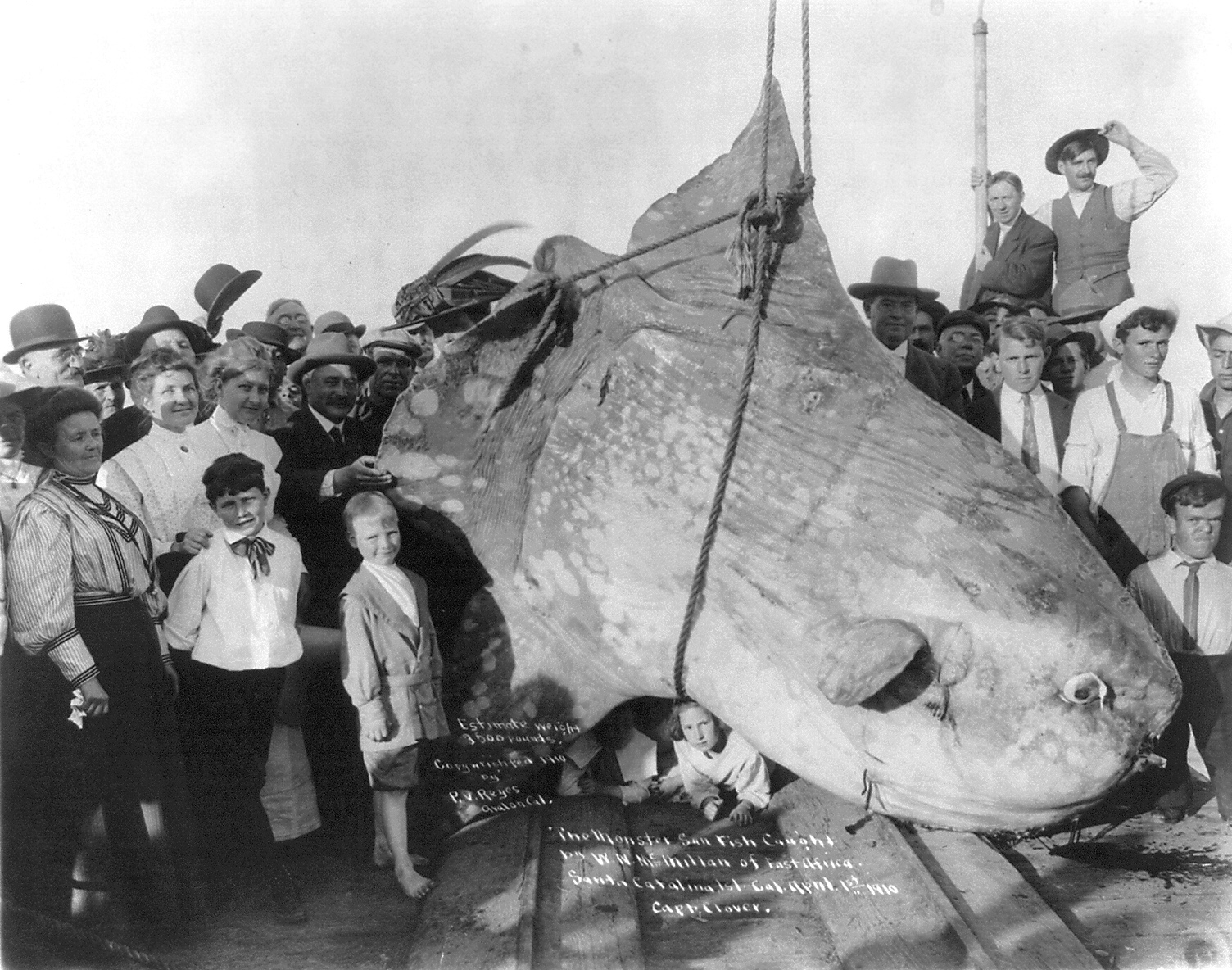
1910-ben fogott holdhal, amely becslések szerint 1600 kilogrammot nyomott

A holdhalfélék neve, a rájuk jellemző lapított testre utal. A „mola” szó a latin „malomkő” szóból ered, mivel, mint a malomkő, a hal teste is szürke, durva felületű és kerekded alakú. „Amikor hajdanában Linné legelőször látott ilyen monstrumot – írja William Beebe, – így kiáltott fel: „Mola mollium!” A legnagyobb malomkő valamennyi között! És attól kezdve napjainkig minden ichthyológus megismétli ezt a felkiáltást: „Mola, mola!”
Nevezik világító halnak is, mert bár nem rendelkezik világítószervvel, éjszaka különös fénnyel veri vissza a hold sugarait. Ez a képessége elsősorban a védekezését szolgálja, mivel visszatartja a cápákat a támadástól.
A holdhal neve angolul „sunfish”, ami magyarul „naphal”-at jelent. A „sunfish” név onnan származik, hogy a hal a vízfelszínen szokott napozni. A holland, portugál, francia, katalán, spanyol, orosz és német nyelveken a hal nevei a következők: „maanvis”, „peixe lua”, „poisson lune”, „peix lluna”, „pez luna”, „рыба-луна” és „Mondfisch”, ezek mind „holdhal”-at jelentenek, valószínűleg az állat alakja miatt. A németek „Schwimmender Kopf”-nak is mondják, ami „úszó fejet” jelent. A lengyelek „samogłów”-nak nevezik, ami magyarul „csak fej”-et jelent, valószínű azért, mert a halnak nincs valódi farka. A kínaiak fan-cse gömbhalnak nevezik, aminek jelentése „felborult autó” gömbhal. 2002-ben Tajvan Hualian megyéjének hivatalos hala lett, nyilvános szavazáson döntöttek a hal nevéről, ami „mambóhal” lett.
A holdhalnak számos szinonimája van. Korábban a gömbhalfélék családjába sorolták Tetraodon mola néven. Manapság saját nemet alkottak neki, a Mola nemet, amit megoszt egy másik halfajjal, a Mola ramsayival. A holdhal a Mola mola tudományos nevével a Mola nem típusfaja.
A Mola halnem a holdhalfélék családjába tartozik. Ez a család három nemet foglal magába: Masturus, Mola és Ranzania.
A holdhalfélék családja tagja a gömbhalalakúak rendjének, amely magába foglalja többek között a gömbhalféléket, a sünhalféléket és a vérteshalféléket is. E családok fajai számos hasonlóságot mutatnak egymással, ilyen például a négy összeforrt fog, amely e halak „csőrét” alkotja. A gömbhalalakúak tudományos neve „Tetraodontiformes”, amelynek jelentése „négyfogúalakúak”: „tetra” = négy, „odus” = fog. (Az "-iformes" – "alakúak" – a halrendek elnevezésének szokásos végződése.) A holdhal ivadéka nagyon eltér a felnőtt egyedektől, hiszen inkább egy miniatűr gömbhalra, semmint a kifejlett példányra hasonlít.

## Megjelenése
A holdhal úgy néz ki, mint egy fej farokkal. A farokúszóját felváltotta egy kerek, porcos képződmény, amely a holdhalra jellemző kerekded alakot adja. A hal teste oldalról lapított, emiatt szemből nézve a elnyújtott ovális alakú. Mellúszói kicsik és legyezőalakúak. A mellúszóktól eltérően a hát- és hasúszók meghosszabbodtak, emiatt a hal körülbelül olyan magas, mint amilyen hosszú. Feljegyeztek 3,3 méter magas példányokat is.
A holdhal átlagos hossza 1,8 méter, tömege 1000 kilogramm, de olyan példányokra is bukkantak, amelyek 3,3 méter hosszúak, 4,2 méter magasak és 2300 kilogrammosak voltak.
A halfaj hátgerince kevés csigolyából áll, s méretéhez képest a csigolyái igen rövidek. Egy 2,1 méteres példánynak alig van 25 milliméteres gerincvelője. Bár a holdhal a csontos halak közé tartozik, a vázrendszerét főleg porcszövet alkotja, ami lehetővé teszi, hogy olyan nagy méreteket érjen el, amire a valódi csontokkal rendelkező halak nem képesek.
 Ezt az is alátámasztja, hogy a mai világ legnagyobb hala (cetcápa, Rhincodon typus) is a porcos halak osztályába tartozik.
A halnak hiányzik az úszóhólyagja. Egyes források szerint a holdhal szervei nagy mennyiségben tartalmaznak egy tetrodotoxin nevű neurotoxint, hasonlóan a gömbhalalakúak egyéb képviselőihez, mások elvetik ezt az állítást.

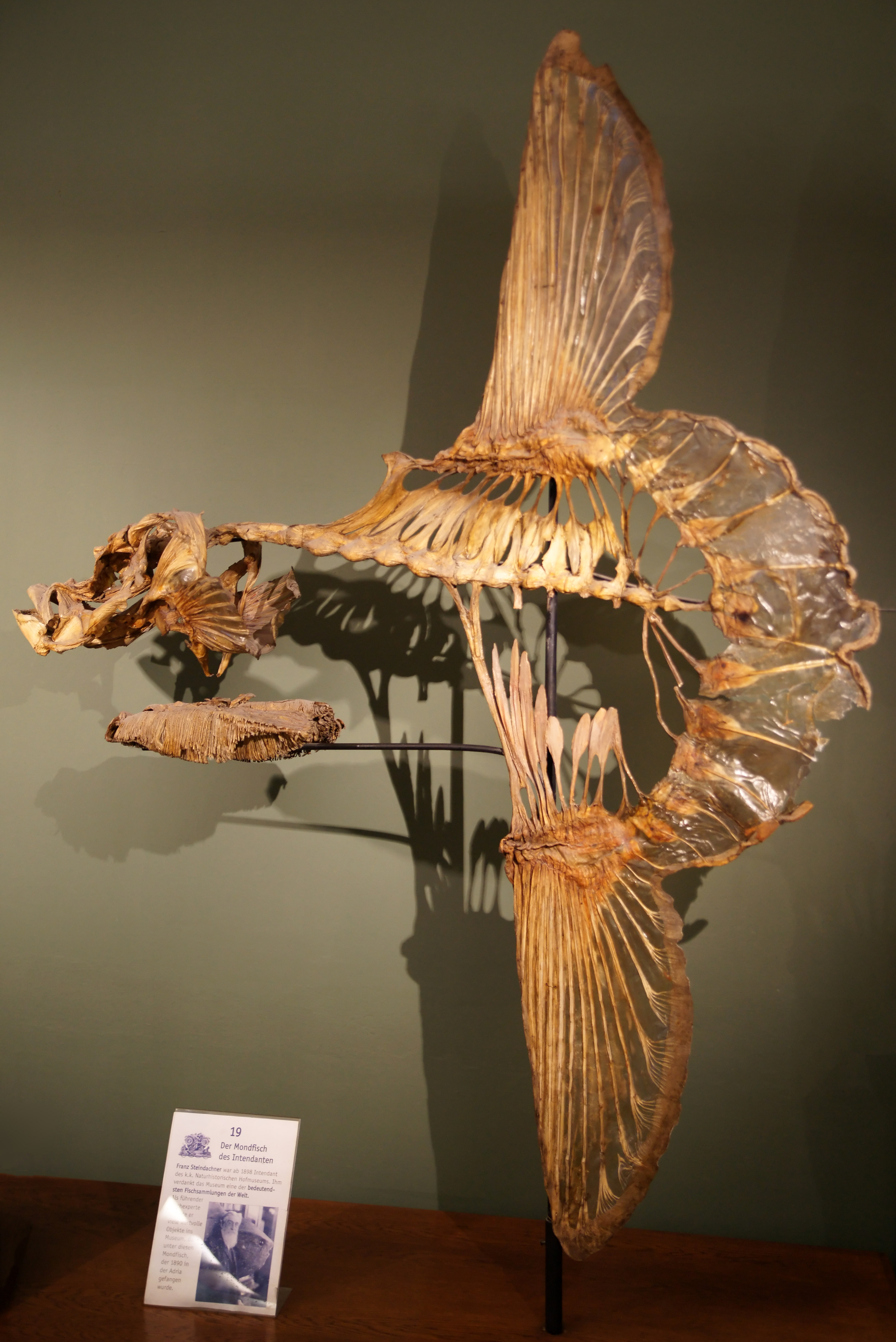
A holdhal részleges csontváza, amely az úszók felépítését hivatott bemutatni

### Úszói
A holdhal az evolúciója során elvesztette a farkát; szerepét részben az ún. pászta (clavus) vette át. Ez az új képződmény a hát- és hasúszók hátulsó oldalainak összenövésével keletkezett. A sima pásztában megmaradt 12 úszósugár, és néhány kerek csontos pikkelyben végződik. Mivel nincs valódi farokúszója, amely előrehajtaná az állatot, és a mellúszói is igen kicsik, a holdhal a mozgáshoz a nagy hát- és hasúszóira hagyatkozik, melyeket oldalirányba mozgatva halad előre.
Az állat sokszor úszik a víz felszínén, emiatt a nagy hátúszóját néha összetévesztik a cápák hátúszójával, pedig elég könnyen meg lehet különböztetni a két állatot úszás közben, minthogy úszási technikájuk különböző. Míg a cápa, mint a legtöbb hal, testének mozgatásával úszik, és hátúszója a felszínen egyenes vonalban halad, addig a holdhal hátúszójával lapátoló mozgásokat végez, és a teste egyenesen halad (lásd a videót a Táplálkozása szakasznál).

### Bőre
A kifejlett halak színezete a barnától az ezüstös szürkéig változik, de vannak tiszta fehérek és tarkák is. Az egyedek színezete az élőhelyüktől függ. A színezettől függetlenül a test háti része gyakran sötétebb, mint a hasi, ami az álcázást segíti elő. A holdhal képes a világosabb színű bőrét sötétebbre változtatni, ha támadás éri. A bőr nagy mennyiségű, hálózatos szerkezetű kollagént tartalmaz, a hasi oldalon 7,5 cm vastag is lehet, pikkelyek helyett fogacskák és nyálkaréteg borítja. A bőr a pásztán simább, mint a test többi részén, ahol olyan durva, mint a dörzspapír.
Az állaton és a belsejében több mint negyven élősködő faj él. A holdhal ezektől többféleképpen szabadul meg. A mérsékelt övben meglátogatja a barnamoszaterdőket, ahol tisztogató halak élnek. A tisztogató halak lecsipegetik az élősködőket a holdhalak bőréről. A trópusokon a holdhal a korallszirtekhez úszik, ahol szintén tisztogató halak élnek. Megfigyelték, hogy szájával jelez a kisebb halaknak, hogy elkezdhetik a tisztogatást. Amikor a víz felszínén napozik, hagyja, hogy madarak szedegessék ki az élősködöket a bőréből. Megfigyeltek olyan holdhalakat is, amelyek akár 3 méter magasba is felugrottak, valószínűleg azért, hogy az élősködőket lerázzák testükről.

## Előfordulása és életmódja
A holdhal az összes mérsékelt övi és trópusi tengerben megtalálható. A holdhalfélék családjának az egyetlen Földközi-tengeri képviselője. E halfaj genotípusa, vagyis az egyed genetikai felépítése, nagymértékben különböző az atlanti- és a csendes-óceáni példányok között, de genetikailag kicsi a különbség az északi és a déli féltekén élők között.
A holdhal nyílt tengeri élőlény, amely a 600 méteres mélységekbe is alámerül. Bár úgy tartják, hogy a holdhal idejének legnagyobb részét napozással tölti, ez nem igaz: a holdhal főként a 200 méternél mélyebb szintet kedveli, azt a határt, ahol a napsütötte, termékeny vízfelszínhez közeli réteg találkozik a mélység sötétségével. Csak egészen csendes időben jön a felszínre, és a napfényben sütkérezve alussza déli álmát. Ilyenkor nem nehéz elejteni. A „Michael Sars” nevű norvég kutatóhajó 1910-ben az Atlanti-óceánból halászott ki egy 2 méteres, körülbelül 600 kilogrammos példányt. A trieszti múzeumban is van egy óriás példány.
A holdhalnak az Adriában való előfordulásáról Garády Viktor („Világító halak”) a következőket mondja el: „Csaknem mindig a felső vízrétegekben úszkál a világító halak egyik legérdekesebb, legszebb képviselője, a fiumei öbölben is előforduló holdvilághal, amely lapos, korong alakú, ezüstösen csillámló testével rögtön szemébe ötlik az embernek. Néha egy-két méternyi nagyságra is megnő. A fiumei múzeumban egy ritka szép és nagy példánya látható a holdvilághalnak, amit Szapáry László gróf kormányzó ajándékozott a múzeumnak. Ezt a halat is a Quarneróban fogták, ahol nem igen tartozik a ritkaságok közé. Gyakran megesik, hogy harmincan, negyvenen is összeverődnek, és éjjel, künn a nyílt tengeren, szinte elragadja az embert a tündérmesébe is beillő gyönyörű látvány, amely ilyenkor a tengerben támad. Villogó fényű ködbe burkolt holdak gurulnak tétova a sötét vízben, hol sebes iramodással keresztül-kasul szelve a habokat, hol pedig csöndesen keringélve, lágyan ringatózva, koronként meg-megállva, majd ismét imbolyogva, mint valami fantasztikus táncot lejtenének. Nem hiába nevezi őt a tengerparti nép holdvilágnak, mert a magas hajófödélzetről nézve csakugyan úgy rémlik, mintha a hold ködbe burkolt képe tükröződnék vissza.”
Általában a 10 Celsius-foknál melegebb vizekben tartózkodik, mert ha ennél hidegebb vízben van hosszabb ideig, akkor elkábulhat vagy akár el is pusztulhat. A tudósok úgy gondolják, hogy a hal éppen azért kedveli a napozást, mert amikor hosszabb ideig tartózkodik a mély vízben, és teste lehűl, feljön a felszínre, hogy felmelegedjen. Ily módon segít testhőmérsékletének visszaállításában. Újabban holdhalat figyeltek meg hidegebb tengerekben is, például az Egyesült Királyság délnyugati partjainál, ahol korábban nem fordult elő. Ez egyes kutatók szerint azt bizonyítja, hogy a tengerek átlaghőmérséklete növekedni kezdett a globális felmelegedés miatt.
A holdhal általában magányosan jár, de időnként párban vagy nagyobb csoportba is verődve is megfigyelhető tisztálkodás közben. Fő tartózkodási helye a nyílt tenger, de időnként felkeresi a barnamoszat „erdőket” is, ahol a tisztogató halak megszabadítják a bőrén levő élősködőktől. Mivel ez a hatalmas testű halfaj igen nagy mennyiségű táplálékot fogyaszt, jelenléte arra utal, hogy ott táplálékban gazdag vizek vannak, amelyekben feltehetően még olyan veszélyeztetett fajok is megélnek, amelyek máshonnan már kipusztultak.

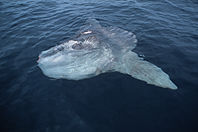
A holdhal napozás közben
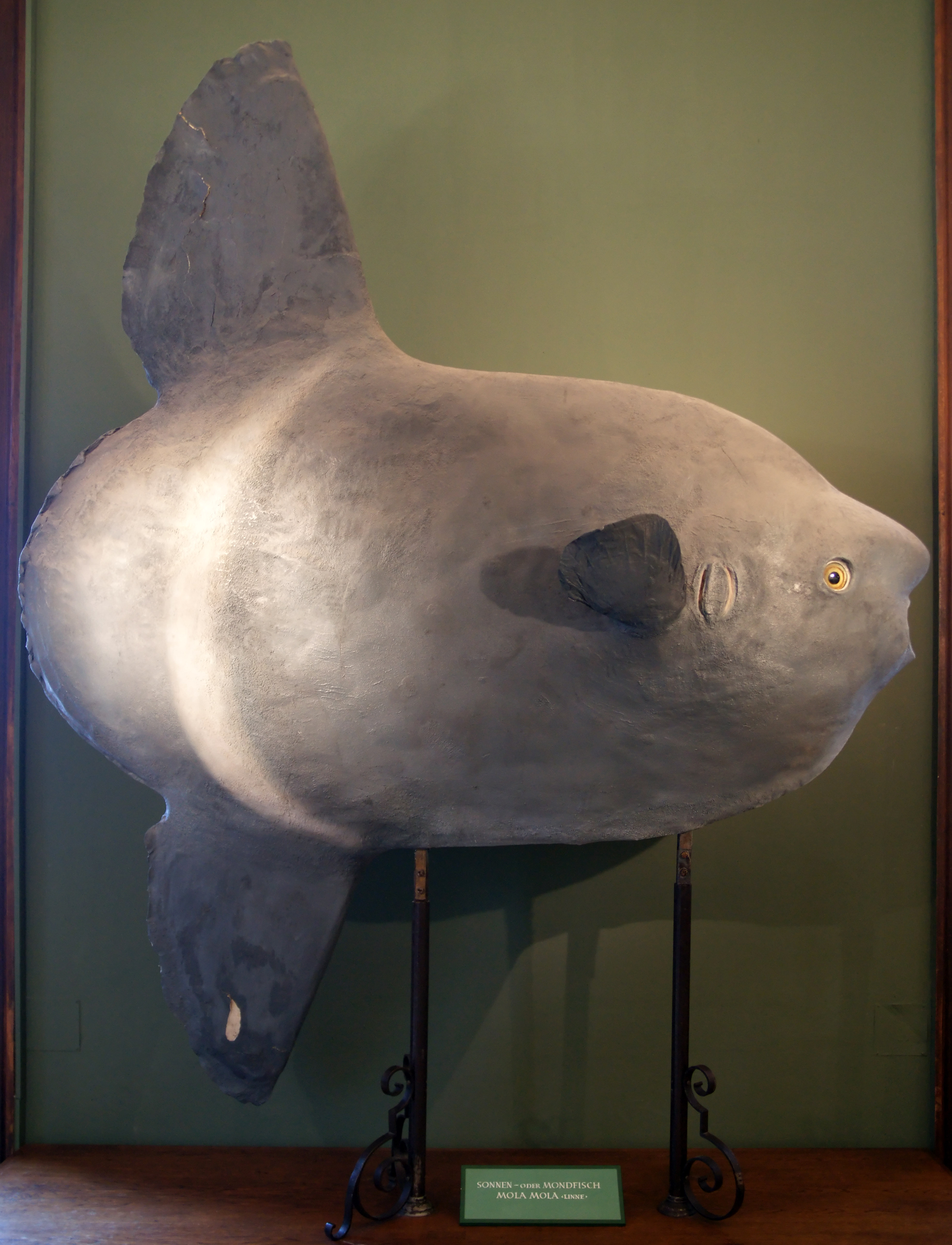
Egy kitömött holdhal
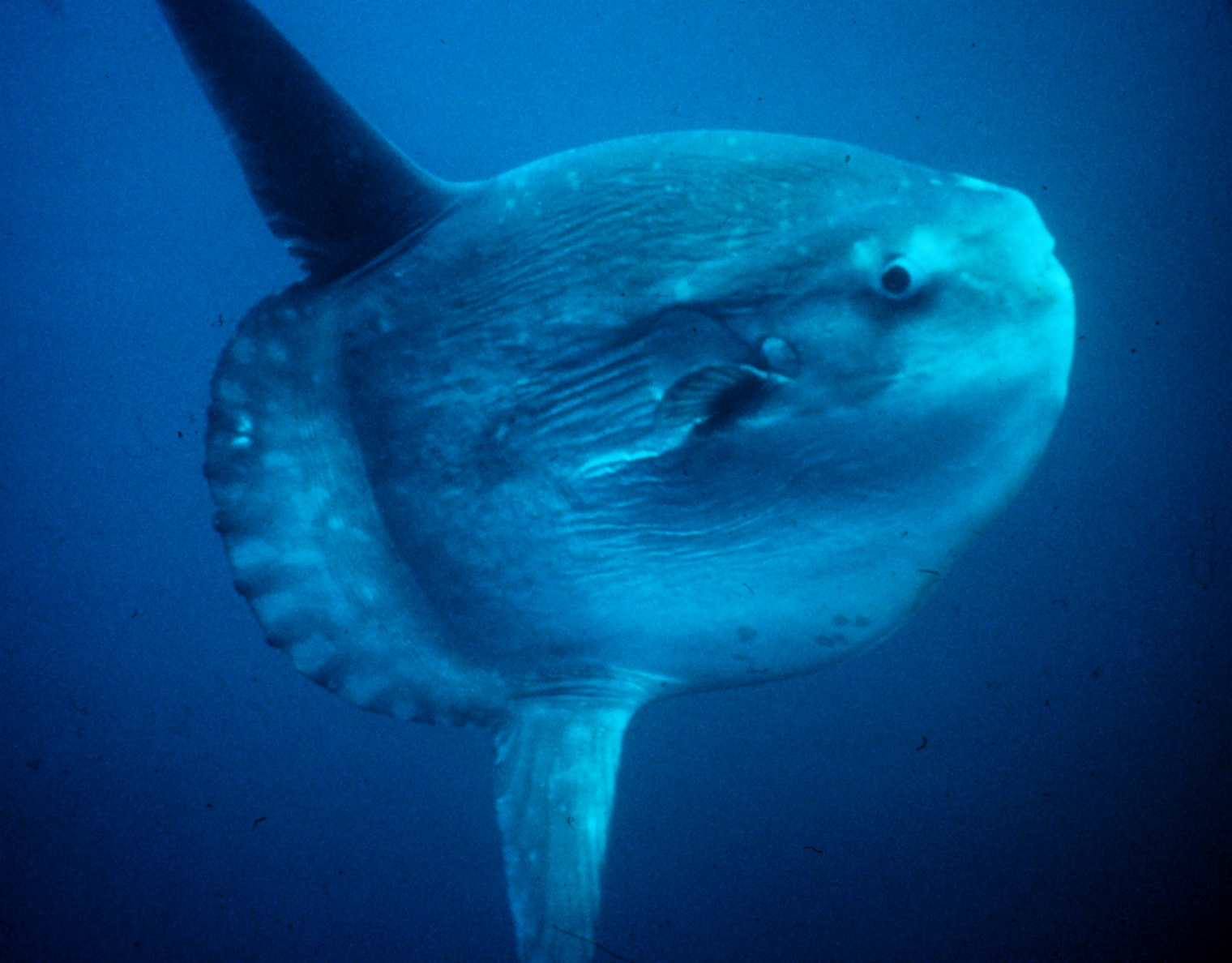
A holdhal testtartása úszás közben

### Táplálkozása
A holdhal fő táplálékát a medúzák képezik; étrendje épp olyan, mint a kérgesteknősé (Dermochelys coriacea). A hal a medúzákból álló étrendjét kiegészíti az előgerinchúrosokhoz (Urochordata) tartozó Salpidae-fajokkal, továbbá bordásmedúzákkal (Ctenophora), zooplanktonnal, kalmárokkal (Teuthida), rákokkal (Crustacea), kisebb halakkal, lárvákkal és tengerifűvel (Zostera marina). Táplálékának nincs nagy tápértéke, ezért a holdhalnak nagy mennyiségben kell, fogyasztania belőlük. A felboncolt példányok gyomortartalma azt mutatta, hogy a holdhal a tenger minden szintjén táplálkozik, még a tengerfenéken is.
A holdhal képes a csigaházas állatok puha testét kiszívni a házból, ezután a házat kiköpi. A csőrszerű képződménybe összeforrt fogak elég erősek ahhoz, hogy a keményebb héjú állatokat is feltörje. A garatfogak a befalt táplálékot apróra megőrlik, mielőtt az a gyomorba kerülne. A holdhal bőre visszaveri a holdfényt, és ennek révén a holdhal könnyűszerrel juthat élelemhez, mert a kíváncsi kisebb halak, különösen az apró szardíniák, a fény csalogató hatására, éppen úgy, mint a rovarok a lámpa bűvöletében, odatódulnak hozzá és folyton körülötte úszkálnak, így könnyű prédát jelentenek számára.

## Szaporodása

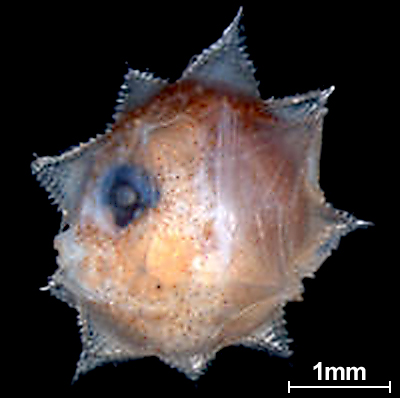
A képen látható holdhal ivadékán tüskék vannak; ezeket felnőtt korára elveszíti

A holdhal fogságban tíz évet is élhet, de élettartama a szabad természetben még nem ismert. A hal növekedésének folyamata is ismeretlen. A Monterey Bay Aquariumban megfigyelt példány 15 hónap alatt 26 kilogrammosról 399 kilogrammossá fejlődött, és majdnem 1,8 méter magas lett.
A kifejlett állatok hatalmas mérete és vastag bőre számos ragadozót elriaszt, de a fiatal egyedeknek nincs meg ez a védelmük. A fiatal holdhalak legfőbb ragadozói a nagyobb Thunnus-fajok és az aranymakrahal-félék (Coryphaenidae). A kifejlett egyedeket megtámadhatják a fülesfókafélék, a kardszárnyú delfinek és a nagyobb cápák is. Megfigyelték, hogy a fülesfókafélék inkább játékból vadásznak a holdhalra. Ezek a vízi emlősök letépik a hal úszóit, azután ide-oda lökdösik a testét, amíg megunják, majd pedig egyszerűen magára hagyják anélkül, hogy fogyasztottak volna belőle. Végül a sebzett holdhal a tengerfenéken elpusztul.
A holdhal szaporodási szokásairól csak keveset tudunk, de feltételezik, hogy a fő ívási helyei az Atlanti- és a Csendes-óceán északi és déli részei és az Indiai-óceán. A nőstények egy alkalommal 300 millió ikrát is képesek termelni; más gerinces állat nem képes erre a teljesítményre. A holdhalak külső megtermékenyítéssel szaporodnak, a nőstény kibocsátja az ikrákat a vízbe, amelyeket a hím, szintén a vízbe bocsátott hímivarsejtekkel, megtermékenyít.
A frissen kikelt lárvák 2,5 milliméter hosszúak, azaz az ivadék mérete mintegy milliomoda a kifejlett állatokénak. Az ivadékok a nagy mellúszóikkal, farokúszójukkal és a tüskékkel borított testükkel alig hasonlítanak a felnőtt holdhalra, megjelenésükben inkább a rokon miniatűr gömbhalra emlékeztetnek. A fiatal egyedek csoportosan úsznak, de ahogyan nőni kezdenek, egyre inkább magányos állatokká válnak.

## A holdhal és az ember
Bár a holdhal hatalmas állat, az emberre nézve nem veszélyes. A holdhal okozta sebesülések igen ritkák, de megvan az a veszély, hogy amikor ki-kiugrik a vízből, a csónakban köthet ki. Egy ilyen esetben a vízből kiugró holdhal kilökött egy horgászó fiút a csónakból. Az olyan helyek, ahol a holdhalak nagyobb számban gyűlnek össze, kedvelt búvárkodási helyekké váltak. A halak hatalmas teste nagyobb veszélyt jelent a csónakokra nézve, mint az emberre: a csónakba ütközve a hal is sérülhet, elpusztulhat, és a kisebb hajók, csónakok is megsérülhetnek. A kemény testű holdhalak még a nagyobb hajók hajócsavarjait is megállítják, ha beszorulnak oda.
A holdhal húsa a Föld egyes részein ínyencfalatnak számít. A legnagyobb holdhalárusító országok Japán és Tajvan. A holdhal minden részét fogyasztják, az úszóktól kezdve a belső szervekig. A hal egyes részeit a hagyományos orvoslásban is használják.

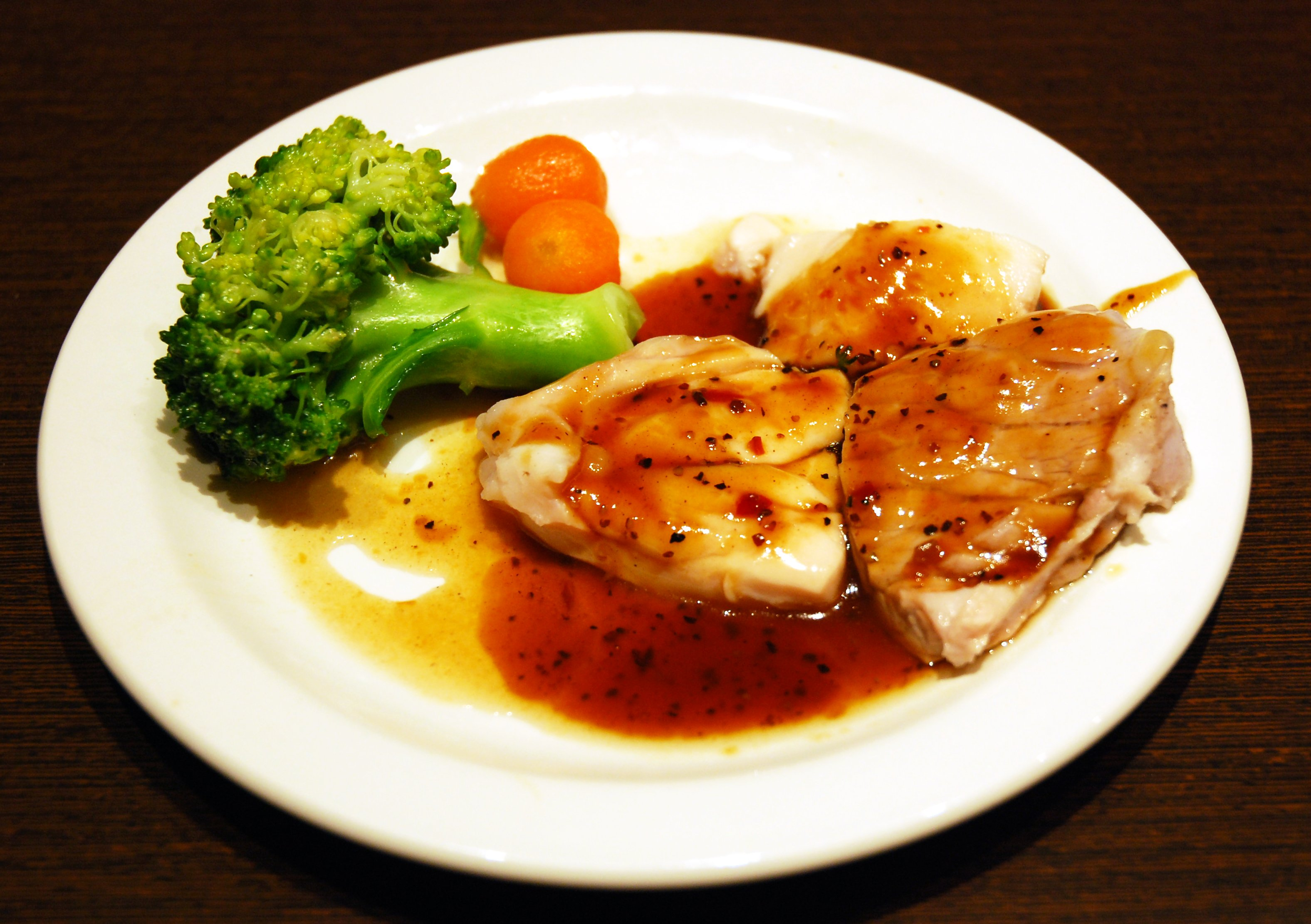
Holdhal húsából készült étel

Mivel az állat teste toxinokat tartalmaz, mint a gömbhalalakúak számos faja, a 854/2004/EK rendelet az Európai Unióban tiltja húsának értékesítését.
Az állatot, ha akaratlanul is, de sokszor kifogják a kardhalra (Xiphias gladius) halászók. Kalifornia partjainál az általuk kifogott halak 30%-a holdhal. Ez az arány a Földközi-tengerben jóval nagyobb, a holdhalak itt akár a zsákmány 71–90 százalékát is képezhetik.
Egyes helyeken a kifogott holdhalak úszóit levágják, mivel úgy gondolják, hogy megeszik a kardhalaknak szánt csalit. Úszók nélkül a hal gyakorlatilag mozgásképtelen, így elpusztul. Ezt a fajt veszélyeztetik a műanyag zacskók is, mivel azok hasonlítanak a medúzákra, ezért a holdhalak megeszik őket, és ezzel saját pusztulásukat okozzák: a műanyag zacskók megfullasztják vagy megtöltik a gyomrukat, így nem tudnak több táplálékot magukhoz venni, és éhen halnak.
A holdhal életmódjáról rendelkezésre álló tudásunk még számos területen hiányos. Jelenleg is több kutatás foglalkozik a holdhalakkal. Ezek közé tartozik a holdhal-populációk légi felvételes vizsgálata; műholdas megfigyelésük az állaton elhelyezett, később automatikusan lecsatolódó, a felszínre úszó és a műholdnak jelentő, ún. PSAT eszközök használatával, a szövetminták genetikai analízise, illetve az amatőr megfigyelések összegzése. Az újabb keletű megfigyelések a holdhal-populációk csökkenésére utalnak, amit feltételezhetően a hal gyakoribb járulékos kifogása, illetve az emberi étrendben népszerűbbé válása okozhat.

### Holdhal a fogságban

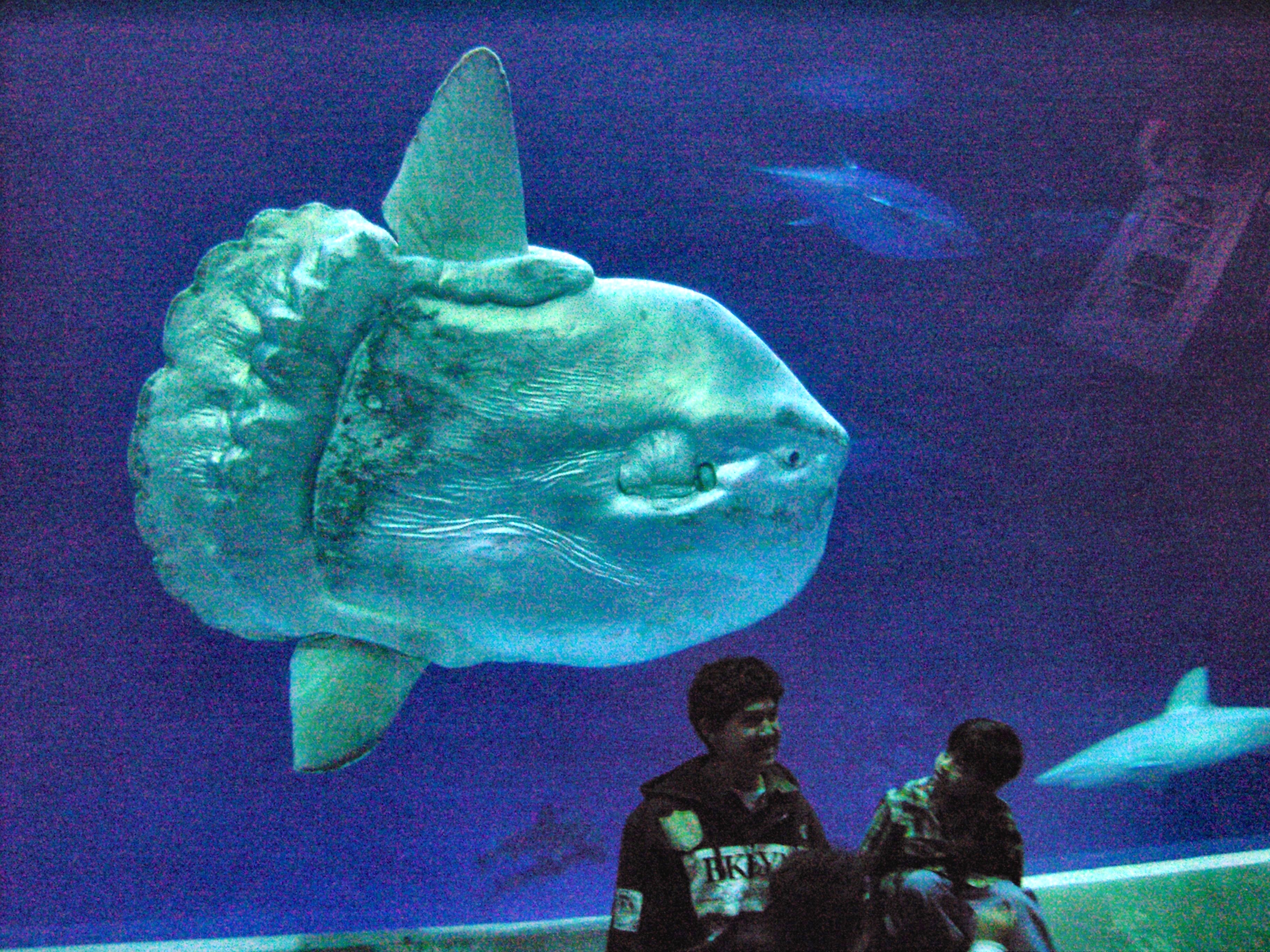
Holdhal a Monterey Bay Aquariumban. A kép azt is megmutatja, hogy az emberek mekkorák e hal mellett

Nem sok akvárium dicsekedhet holdhallal, mivel tartása igen nehéz. Egyes ázsiai akváriumokban, főleg Japánban tartanak ilyen halakat. Holdhalat tartó akvárium az oszakai Kaiyukan Akvárium is, amelynek nem csak holdhala, hanem egy pár cetcápája (Rhincodon typus) is van. Az Ibériai-félszigeten, Portugáliában a lisszaboni Oceanáriumban és Spanyolországban, a barcelonai Aquariumban láthatók holdhalak.
Az Amerikai Egyesült Államok első, fogságban tartott holdhala 1986 augusztusában érkezett a Monterey Bay Aquariumba. Mivel addig kevés holdhalat tartottak akváriumban, a Monterey Bay dolgozóinak szükségük volt minden tudásukra és találékonyságukra, hogy biztosítani tudják a holdhal jólétét. Sérülés nélkül kellett befogniuk, etetniük és tisztogatniuk az állatot. A felmerült problémákat 1998-ra sikerült megoldaniuk, így mára képesek több mint egy évig is fogságban nevelni egy példányt. Ezután az állatot visszaengedik a tengerbe, ahol az ezután akár tizennégyszeresére is megnőhet. Azóta a Monterey Bay Aquariumban, az Outer Bay részlegben, mindig található holdhal. Az akvárium legnagyobb holdhalát 2008. február 14-én rossz egészségi állapota miatt elaltatták.
Mivel a holdhal nem kifejezetten jó úszó, sokszor megsebesülhet az akvárium falának ütközve, sok problémát okozva az akváriumok dolgozóinak. A kisebb tartályokban ezt úgy akadályozzák meg, hogy műanyag fóliákkal a négyzet alakú akváriumból kör alakút csinálnak, így a hal körbe-körbe úszik. Ennél jóval hatékonyabb módszer az, hogy egyszerűen elég nagy tartályt biztosítanak neki, ahol elegendő helye van körbeúszni. Az akváriumnak elég mélynek is kell lennie, mert a holdhalak épp olyan magasak, mint amilyen hosszúak, ami akár 3,2 méter is lehet.
A fogságban tartott holdhal etetésének nehézsége az, hogy a nála fürgébb, könnyebben mozgó halak elkapják előle a táplálékot. A holdhalat meg lehet tanítani, hogy egy rúd végéről vagy az ember kezéből vegye el a táplálékot.

## Fordítás
- Ez a szócikk részben vagy egészben  az   Ocean sunfish című angol Wikipédia-szócikk ezen változatának fordításán alapul.  Az eredeti cikk szerkesztőit annak laptörténete sorolja fel. Ez a jelzés csupán a megfogalmazás eredetét és a szerzői jogokat jelzi, nem szolgál a cikkben szereplő információk forrásmegjelöléseként.

### Képek és videók
- Holdhal vagy Mola mola. indavideó
- Mike Johnson Natural History Photography
- Phillip Colla Photography/Oceanlight.com
- Water Worx Dive Center Bali
- Video lecture (16:53): Swim with giant sunfish in the open ocean - Tierney Thys, Ph.D